# H. Petit
H. Petit is een Frans historisch merk van motorfietsen.
De bedrijfsnaam was: H. Petit et Cie, Paris.
Dit was een zeer klein Frans merk dat in 1902 de Rochet Type MB (260 cc) onder eigen naam op de markt bracht. Een vroege vorm van “badge-engineering”. Vanaf 1906 bouwde de firma op het oude adres van Rochet het Rochet Type MC.